# Clarence Williams III
Pour les articles homonymes, voir Williams.
Clarence Williams III, né à New York (État de New York) le 21 août 1939 et mort à Los Angeles (Californie) le 4 juin 2021, est un acteur américain connu pour son rôle de Linc Hayes dans la série télévisée The Mod Squad (La Nouvelle Équipe) (1968-1973).

## Biographie
Clarence Williams III joue au théâtre, au cinéma et la télévision. Occasionnellement, il est aussi réalisateur. Il s'est marié (en 1967) et a divorcé de l'actrice Gloria Foster.

## Filmographie partielle

### Au cinéma
- 1963 : The Cool World de Shirley Clarke
- 1984 : Purple Rain
- 1986 : Paiement cash : Bobby Shy
- 1987 : Les vrais durs ne dansent pas
- 1990:"Maniac Cop II"
- 1995:"Tales from the Hood"
- 1995 : Immortals
- 1997 : Les Seigneurs de Harlem (Hoodlum) de Bill Duke
- 1997 : The Brave de Johnny Depp
- 1998 : La Légende du pianiste sur l'océan de Giuseppe Tornatore : Jelly Roll Morton
- 1998 : Les Fumistes (Half Baked) : Samson Simpson
- 1999 : Perpète
- 1999 : Le Déshonneur d'Elisabeth Campbell de Simon West : Colonel George Fowler
- 2000 : Piège fatal (Reindeer Games) de John Frankenheimer : Merlin
- 2002 : Impostor
- 2007 : American Gangster de Ridley Scott : Ellsworth "Bumpy" Johnson
- 2007 : The Blue Hour

### À la télévision
- 1968 -1973 : La Nouvelle Équipe  (The Mod Squad) : Linc Hayes (série télévisée, 123 épisodes)
- 1985 : Deux flics à Miami : Maximilian 'Legba' Ildefonse (saison 2, 1 épisode)
- 1987 : L'Impossible Alibi
- 1990 : Twin Peaks : FBI Agent Roger Hardy (série télévisée, 2 épisodes)
- 1997 : George Wallace (téléfilm)
- 1997 : Un nouveau départ pour la Coccinelle
- 2001 : FBI : Enquête interdite (Mindstorm) (téléfilm)
- 2003 : Miracles : Dr Bauer (série télévisée, 1 épisode)
- 2003 -2007 : Roman noir (Mystery Woman) (série de téléfilms)
  - Homme en prison (1 téléfilm en 2003)
  - Philby (10 téléfilms de 2005 à 2007)
- 2009 : Cold Case : Affaires classées : Henry 'Pops' Walters (saison 6, 1 épisode)
- 2009 : The Way of War  : Mac
- 2010 : Justified : Mr. Jones (saison 1, 1 épisode)